# Andrea Centurione Pietrasanta
Andrea Centurione Pietrasanta a été le 53e doge de Gênes du 4 janvier 1543 au 4 janvier 1545.